# Wahlverwandtschaften (Kurzfilm)
Wahlverwandtschaften ist ein deutscher Kurzfilm von Nils Loof aus dem Jahr 2001 nach einer Idee von Nicole Lingner. Die Groteske, die Ausländerfeindlichkeit und Machtmechanismen in subtiler Weise thematisiert, spielt im Foyer eines Stadttheaters, das Die Wahlverwandtschaften von Johann Wolfgang von Goethe aufführt. Der Kurzfilm wurde mehrfach ausgezeichnet, unter anderem mit dem Deutschen Kurzfilmpreis und dem Murnau-Kurzfilmpreis.

## Handlung
Dr. Brandt, Augenarzt und Lokalmatador einer Kleinstadt, möchte gemeinsam mit seiner Familie Die Wahlverwandtschaften im städtischen Stadttheater sehen. Leider ist die Vorstellung ausverkauft, es gibt nur noch wenige Karten. Als Dr. Brandt feststellt, dass sich Ausländer vor ihm in der Schlange befinden, greift er zu einer dreisten List und verlangt eine Überprüfung der Herkunft der Zuschauer…

## Produktion und Veröffentlichung
Der Kurzfilm wurde in drei Drehtagen in Hannover produziert. Ein erster Drehtermin wurde auf Anraten des Landeskriminalamtes verschoben, da der Regisseur Nils Loof zuvor einen Drohbrief erhalten hatte. Während der Dreharbeiten fuhr die hannoversche Polizei Streife, um den Drehverlauf zu schützen, es gab jedoch keine Vorkommnisse.
Wahlverwandtschaften wurde von Kinowelt, dem Verleih der Kurzfilmagentur Hamburg und Interfilm Berlin in die deutschen Kinos gebracht. Das NLI stellte 1000 VHS Cassetten für den Einsatz im Unterricht an niedersächsischen Schulen zur Verfügung.

## Auszeichnungen
- Deutscher Kurzfilmpreis, 2001
- Murnau-Kurzfilmpreis, 2002
- Odense International Film Festival: Special Jury Award 2002